# БВМП-84
БВМП-84 (абр. від «бойова важка машина піхоти», БМТ-84) — українська експериментальна важка бойова машина піхоти на базі танка Т-84 «Оплот». Призначена для дії спільно з танками та танковими підрозділами. БВМП-84 поєднує в собі характеристики як основного бойового танку так і важкої бойової машини піхоти. Серійно не випускалася та на озброєння армії не надходила.

## Опис
У БВМП-84 позаду башти розташоване десантне відділення, в якому могли розміщуватися до п'яти піхотинців. Для цього було збільшено довжину корпусу машини й додано ще один опорний коток. Вихід десанту можливий не тільки вгору, але й ззаду корпусу. Наявність люку над двигуном та дверцят у кормі забезпечувала би посадку десанту зі спорядженням при веденні бойових дій.
Озброєння БВМП-84 складалось зі 125 мм гладкоствольної гармати КБА3 (боєкомплект 36 пострілів), спареного з гарматою 7,62 мм кулемета ПКТ або КТ-7,62 та дистанційно керованої зенітної установки 12,7 мм КТ-12,7 або НСВТ-12,7. 
Двигун — дизельний 6ТД-2, потужністю 1200 к.с.
Конструкція допускала можливість переобладнання у БВМП-84 старих танків. Передбачалось, що такій модернізації можуть бути піддані танки сімейств Т-80 і Т-84, а також застарілі Т-54/55, Т-62 й Т-64 радянського виробництва. Під час такої модернізації БВМП-84 мали отримати сучасні силову установку та комплекс озброєння.[джерело?]